# تام برلیسون
تام برلیسون (انگلیسی: Tom Burlison; ۲۳ مهٔ ۱۹۳۶ – ۲۰ مهٔ ۲۰۰۸) سیاست‌مدار اهل بریتانیا بود.
از باشگاه‌هایی که در آن بازی کرده‌است می‌توان به باشگاه فوتبال لینکولن سیتی، باشگاه فوتبال هارتل پول یونایتد، و باشگاه فوتبال دارلینگتون اشاره کرد.